# Локхарт-Росс, Джон
Сэр Джон Локхарт-Росс, 6-й баронет (11 ноября 1721 — 9 июня 1790), известный как Джон Локхарт с 1721 по 1760, офицер британского флота, принимавший участие в войне за австрийское наследство, в Семилетней войне и в Американской войне за независимость, член парламента.
Родился в дворянской семье. Во время войны за австрийское наследство участвовал в первой и второй битве при Финистерре, во время которых отличился и был произведён в лейтенанты.
Вернулся во флот с началом Американской революции. Командовал кораблем в бою у Острова Уэссан, после чего был произведен в флагманы. Под началом адмирала Родни участвовал в бою 8 января 1780, в битве у мыса Сан-Висенте, в снятии осады с Гибралтара. Затем вышел в отставку, посвятив себя хозяйственным делам. После смерти Локхарт-Росса, последовавшей в 1790 году, его титул, который сам он унаследовал в 1778, перешел к его сыну.

## Биография
Джон Локхарт родился в семье сэра Джеймса Локхарта, 2-го баронета и Гризель Росс, дочери лорда Уильяма Росса. На флоте служил с сентября 1735 года, изначально под началом капитана Генри Осборна. 23 марта 1756 года Локхарт был назначен капитан на фрегат Tartar, на котором помещалось 28 орудий и экипаж которого составлял 180 человек. Командуя этим кораблем, Джон Локхарт успешно действовал против приватиров, орудовавших в Ла-Манше.